# Jean Clunet
Pierre Édouard Jean Clunet (né le 28 janvier 1878 à Paris et mort le 3 avril 1917 à Iași, Royaume de Roumanie) est un médecin français, le premier, en 1908, à démontrer l’effet cancérigène des rayons X. Médecin-major de 1re classe au cours de la Première Guerre mondiale, il fit partie du Corps expéditionnaire des Dardanelles et de la Mission militaire française en Roumanie. Chef d’un hôpital militaire à Bucarest, il rejoignit la Moldavie à la suite de l'occupation du sud de la Roumanie par les troupes de la Triple Alliance. Il y organisa, aux environs de Iași, un hôpital pour soigner les malades de typhus. Contaminé par la maladie, il y succomba et fut inhumé sur place.

## Biographie
Né en 1878 à Paris, Pierre Édouard Jean Clunet est le fils d’Édouard Clunet (1845-1922), avocat spécialisé dans le droit international, fondateur en 1874 du Journal du droit international (connu sous le nom de « le Clunet »)  et avocat de la défense de Mata Hari,.
Jean Clunet suivit des études secondaires à l’école Bossuet et au Lycée Louis-le-Grand à Paris, puis celles de médecine à la Faculté de médecine de Paris durant lesquelles il fut externe dans le service de neurologie de Joseph Babinski à l’hôpital de la Pitié ainsi qu'interne et préparateur dans le laboratoire d’anatomie pathologique du professeur Pierre Marie,. Nommé ensuite professeur agrégé d'anatomie pathologique à la Faculté de médecine de Nancy, Jean Clunet fut un précurseur de la cancérologie expérimentale. Ses recherches ont été les premières à démontrer l’effet cancérigène des rayons X en montrant l’apparition des carcinomes et des sarcomes chez les souris irradiées,,,.
Esprit aventureux, Jean Clunet visita le Maroc en 1912 et se retrouva impliqué involontairement dans les émeutes de Fès durant le mois d'avril 1912.

### Engagement dans la Première Guerre mondiale
Durant la Première Guerre mondiale Jean Clunet fut chirurgien militaire dans le 332e régiment de ligne et participa à la bataille de Charleroi (août 1914), au repli sur l'Aisne et à la bataille de Berry-au-Bac.
Clunet fut ensuite enrôlé dans le Corps expéditionnaire français et participa à la Bataille des Dardanelles. Il participa à l'organisation du laboratoire de bactériologie des troupes françaises dans le village de Sedd-ul-Bahr. Dans ce laboratoire, dirigé par le médecin militaire Sarrailhé et où il eut comme camarade le docteur Richet, fils de Charles Richet, ils luttèrent contre les maladies contagieuses qui faisaient des ravages dans les troupes: fièvre typhoïde, fièvre paratyphoïde, dysenterie,.
L’épidémie de typhus dans les rangs de l'armée serbe réfugiée à Corfou conduisit Jean Clunet en Grèce. Embarqué sur le Provence II, Clunet partit de Toulon pour Salonique le 23 février 1916 avec 1 700 hommes du 3e régiment colonial. Au large du cap Matapan, le 26 février, le bateau fut torpillé par le sous-marin allemand U-35 et sombra en emportant 1 100 hommes. Les rescapés, dont Jean Clunet, furent recueillis le lendemain par le SS Canada, paquebot de la compagnie Cyprien Fabre transformé en navire-hôpital,.
Arrivé à Corfou, Clunet participa à l'organisation du laboratoire de bactériologie des troupes françaises; contaminé lui-même par la dysenterie, Clunet continua néanmoins à prodiguer des soins et ne retourna en France qu'après l'extinction des épidémies.

### Mission militaire française en Roumanie

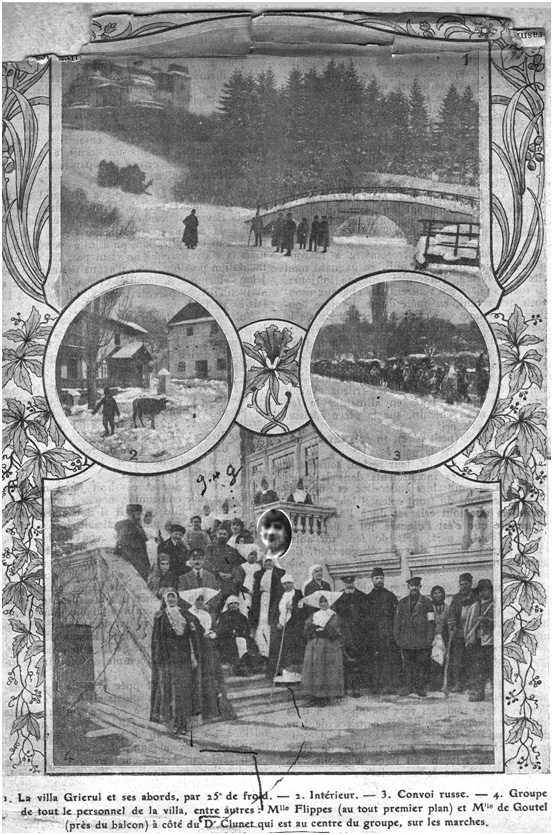
Hôpital Greierul

Une nouvelle épidémie de typhus, cette fois en Roumanie, le détermina à repartir comme membre de la Mission médicale française, rattaché à la Mission militaire en Roumanie, dirigée par le général Henri Berthelot. Accompagné cette fois par son épouse, Clunet contourna le blocus en passant par la Norvège et la Russie et arriva à Bucarest où il prit la direction de l'hôpital de maladies infectieuses. Il organisa l'activité de l'hôpital et mena une campagne d'éducation sanitaire de la population.
À la suite des défaites sur le front de l'Est et à l'occupation du sud de la Roumanie par les armées de la Triple Alliance, le roi et gouvernement roumain se réfugièrent à Iași, en Moldavie. La Mission militaire suivit ce mouvement et Clunet organisa un hôpital pour les contagieux dans le village de Bucium (ro), aux environs de Iași, dans la villa Greierul (Le Grillon), seul bâtiment assez grand disponible, bien qu'en piteux état, dans une ville submergée par l'afflux de réfugiés,. Aidé par quatre infirmières de la Société Française de Secours aux Blessés Militaires (dont Marguerite, son épouse,, Andrée Flippes et Geneviève Hennet de Goutel) et dix sœurs de la Congrégation Saint Vincent de Paul, Clunet prodigua des soins aux malades de typhus.
Après avoir soigné et enterré au cimetière Eternitatea ses infirmières, Andrée Flippes,,, Geneviève Hennet de Goutel,,, et d'Antoinette Roux (1848-1917), Jean Clunet succomba lui aussi au typhus le 3 avril. Selon ses vœux, il fut inhumé dans le parc de la villa Greierul.

## Ordres et décorations
- Chevalier de la Légion d'honneur[14];
- Croix de guerre 1914–1918 avec palme et deux étoiles[14];
- Officier de l'Ordre royal de Saint-Sava (Serbie)[14];
- Officier de la Ordre de la Couronne (Roumanie)[14].

Dans la citation pour la Légion d'honneur, il est caractérisé ainsi :
S'est distingué au Maroc, en donnant des soins aux victimes de l'insurrection de Fez. Dans la guerre contre l'Allemagne, d'abord en France puis aux Dardanelles, à Corfou, en Albanie, a donné partout l'exemple de l'abnégation et du courage. Échappe grâce à son énergie, au torpillage du transport " La Provence " a demandé dès son retour en France a repartir à l'étranger. En Roumanie a réclamé l'honneur de diriger un hôpital de contagieux auprès desquels il a contracté le typhus exanthématique.
L'Académie nationale de médecine décerna en 1927 à Jean Clunet et à son épouse le prix du dévouement médical. Ce prix, intitulé « Prix Henri Huchard, de l'Académie de Médecine — Prix de dévouement médical, en souvenir de Marcel Huchard », avait été institué en 1911 par l'Académie de médecine à la suite du legs de 400 000 francs réalisé par Henri Huchard (1844-1910), neurologue et cardiologue, qui voulait aider les jeunes étudiants qui, comme son fils, seraient victimes de leur dévouement professionnel et leur permettre de continuer leurs études.

## In memoriam

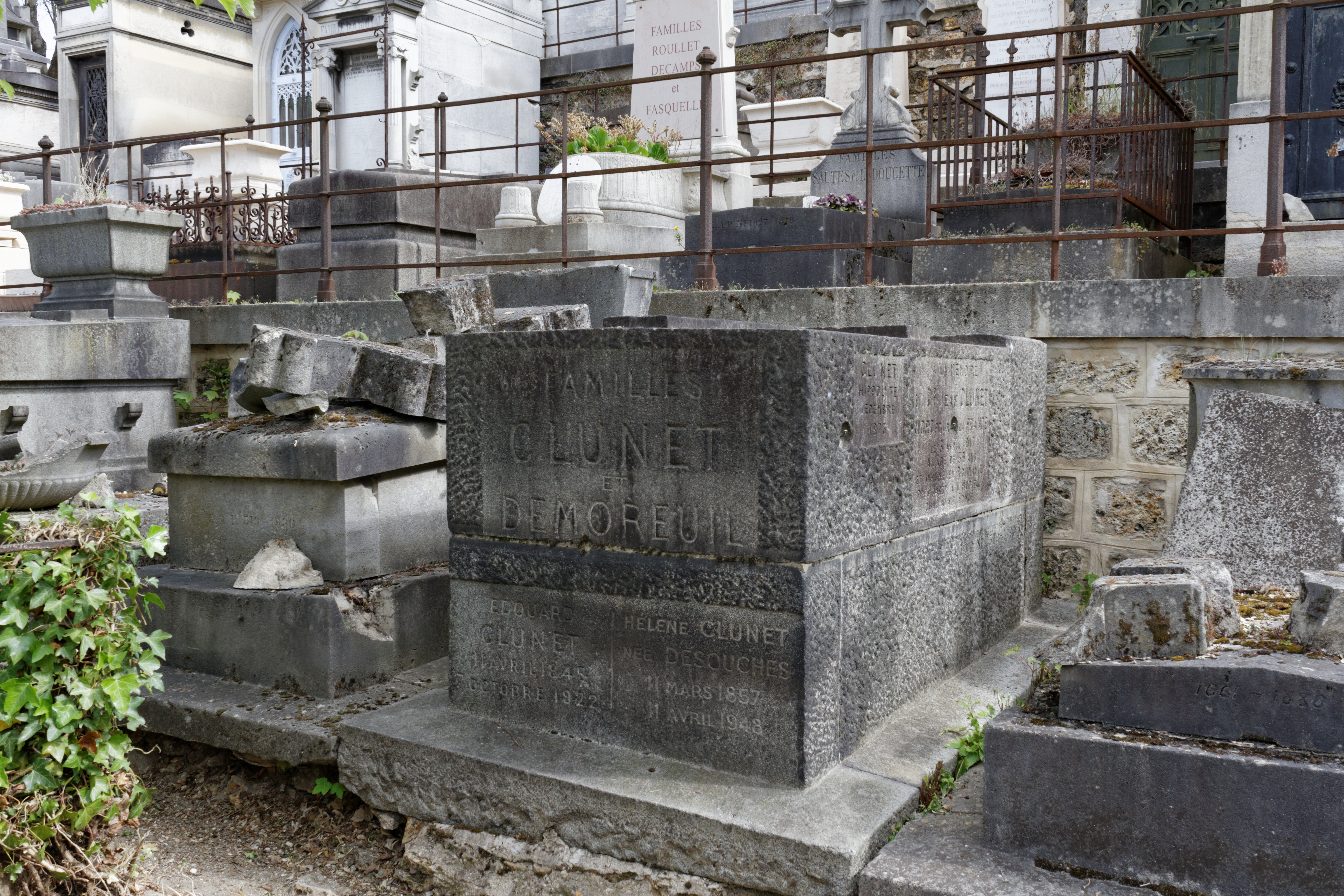
Sépulture d'Édouard Clunet et cénotaphe de Jean Clunet au cimetière du Père-Lachaise.

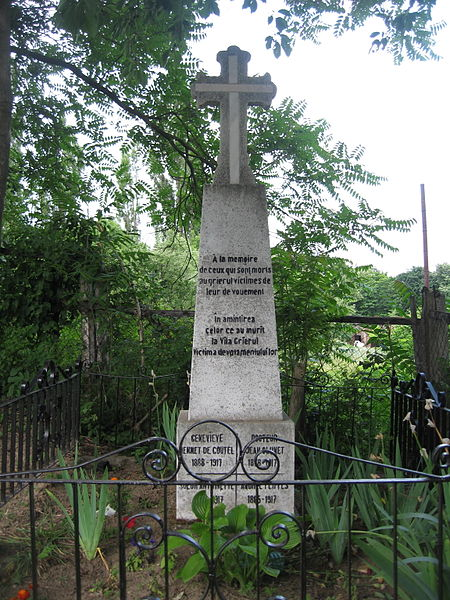
Le monument à la mémoire des quatre membres de la Mission Médicale Française morts de typhus à la Villa Greierul en 1917: dr. Jean Clunet (28 janvier 1878 - 3 avril 1917), infirmière Andrée Flippes (1885 - 26 mars 1917), infirmière-major Geneviève Hennet de Goutel (11 mars 1885 - 4 mars 1917) et sœur Antoinette (1848-1917).

La reine Marie de Roumanie, qui a connu le docteur Clunet pendant le refuge à Iași, a écrit un article à sa mémoire ainsi qu'à celle des autres membres de la Mission médicale française, article publié le 4 septembre 1917 dans le journal Le Figaro et repris en version anglaise dans le numéro du 21 octobre du journal The New York Times.
Une plaque à la mémoire de Jean Clunet a été apposée sur la tombe familiale située au cimetière du Père-Lachaise.
Un monument en pierre en forme de croix, œuvre de Salvador Scutari (1880-1932), a été érigé par la suite dans le petit cimetière situé près de la villa Greierul. Sur le socle sont gravés, en français et en roumain, les mots À la mémoire de ceux qui sont morts au Grierul victimes de leur dévouement et, plus bas, les noms de ceux qui y sont inhumés.
En mémoire du travail et du dévouement du docteur Clunet, le service de Bucium de l'hôpital universitaire de pneumo-phtisiologie de Iași porte aujourd'hui son nom. De même, une rue de Bucarest, dans le quartier de Cotroceni, a été nommée en sa mémoire.

## Publications
- Jean Clunet, Recherches expérimentales sur les tumeurs malignes, G. Steinheil, Paris, 1910
- Jean Clunet, Le cancer expérimental, Ed. Pointat, 1911.
- Sarrailhé, A., Clunet, J., « La "Jaunisse des camps" et l'épidémie de paratyphoïde des Dardanelles. » Bulletin et mémoires de la Société Médicale des Hôpitaux de Paris, 3 série, 40:563-567, 1916. Publié ensuite sous le titre « "Camp jaundice" and the paratyphoid epidemic at the Dardanelles » dans Lancet, vol. 187, nr. 4830, 25 mars 1916, p. 664–668.